# Sofía Carrillo Zegarra
Sofía Carrillo Zegarra (Chincha Alta) es una periodista y activista antirracista peruana, conductora de programas de radio y televisión en el Instituto Nacional de Radio y Televisión del Perú (IRTP) y defensora de los derechos humanos. 

## Trayectoria
Carrillo es afroperuana, originaria de la región de Chincha y residente en Lima. Es hermana de la también periodista, activista y compositora Mónica Carrillo Zegarra.
Se licenció en Periodismo por la Universidad de Lima, fue también candidata de la Maestría de Gerencia Social de la Pontificia Universidad Católica del Perú. Es especialista en derechos sexuales y derechos reproductivos y en planeamiento estratégico en salud sexual y reproductiva de adolescentes y jóvenes.
Comenzó su trayectoria profesional en el periodismo deportivo, primero en Radio Moderna y luego en Radio Ovación. En paralelo a su carrera periodística ha sido activista y defensora de derechos humanos, con énfasis en la lucha contra la racismo y derechos de las mujeres. Ha participado en eventos nacionales e internacionales, representando a la sociedad civil en países como Inglaterra, Argentina, Panamá, México y Uruguay, entre otros.
Trabajó como coordinadora de proyectos del Centro de salud sexual y reproductiva INPPARES, organización miembro de la Federación Internacional de Planificación de la Familia (IPPF) entre 2007 y 2012. Posteriormente, entre 2016 y 2018 fue Jefa de Advocacy y Comunicación de la misma organización. Del 2013 al 2014, fue responsable de políticas públicas de la Secretaría Nacional de la Juventud del Ministerio de Educación del Perú. Al año siguiente, en 2015, llevó a cabo labores de planificación en el Ministerio de Salud.
Desde 2017, ha presentado programas de televisión en el canal TV Perú. Además, dirige programas en Radio Nacional y es consultora de contenido digital para la Federación Internacional de Planificación Familiar (IPPF por sus siglas en inglés) en América Latina.

## Reconocimientos
En 2018, Sofía Carrillo Zegarra fue reconocida por su labor en el Ministerio de Justicia y Derechos Humanos. Al año siguiente, en 2019, fue una de las portavoces de la campaña mundial “Valiente” de Amnistía Internacional, que daba a conocer la labor de defensoras de derechos humanos en el mundo.
En 2022, fue incluida en la lista de las 50 mujeres más poderosas de Perú de la revista estadounidense de negocios Forbes. Ese mismo año, fue elegida también figura latinoamericana en la campaña de la cadena de televisión Telemundo «Muchas Naciones, un solo Destino».